# Yodobashi (Tokio)
Yodobashi (jap. 淀橋町, -chō) war eine Gemeinde im Landkreis Toyotama in der Präfektur Tokio. Sie war auch Sitz der Kreisverwaltung. Die Gegend entwickelte sich nach der Eröffnung des Bahnhofs Shinjuku 1885 rasch. Bei der Erweiterung des Tokioter Stadtgebiets 1932 ging die Gemeinde im Stadtbezirk Yodobashi der Stadt Tokio auf. Ihr Gebiet erstreckte sich in den heutigen Stadtteilen Nishi-Shinjuku und Kita-Shinjuku von Shinjuku.

## Geographie
Der Großteil Yodobashis lag erhöht auf dem Musashino-Plateau, der Nordostteil lag in der Schwemmlandsenke des Kanda.
In Yodobashi befanden sich ein Werk der Monopolabteilung des Finanzministeriums (zuständig für das Tabak- und Salzmonopol), die Wasseraufbereitungsanlage Yodobashi und der 1931 eröffnete Vorläufer des heutigen Universitätskrankenhauses der Medizinischen Universität Tokio (Tōkyō Ika Daigaku).

## Geschichte
Yodobashi entstand 1889 durch den Zusammenschluss der Dörfer (mura) Tsunohazu und Kashiwagi im Landkreis Minami-Toshima. Namensgebend war die Yodobashi, eine Brücke, die die Ōme-kaidō, die alte Landstraße über Ōme nach Kōfu über den Kanda führte. Im engeren Sinne bezeichnete Yodobashi nur ein kleines Gebiet an der Ōme-kaidō, während sich die Gemeinde Yodobashi weiterhin in die Gebiete (Ōaza) Tsunohazu und Kashiwagi unterteilte.
1896 fusionierten die Landkreise Minami-Toshima und Higashi-Tama zum Landkreis Toyotama. 1932 wurde Yodobashi in Tokio eingemeindet und ging zusammen mit Ōkubo, Totsuka und Ochiai im Bezirk Yodobashi auf. Nach der Auflösung der Stadt Tokio 1943 wurde dieser 1947 Teil von Shinjuku, wo das Gebiet der Gemeinde Yodobashi in den heutigen Stadtteilen Nishi-Shinjuku („West-Shinjuku“) und Kita-Shinjuku („Nord-Shinjuku“) liegt.

## Verkehr
Mit dem Bahnhof Shinjuku entwickelte sich am östlichen Stadtrand von Yodobashi einer der wichtigsten Eisenbahnknotenpunkte im heutigen Tokio. 1885 von der Nippon Tetsudō eröffnet trafen sich dort bald zwei der wichtigsten Eisenbahnstrecken des Großraums, die heutige Yamanote-Linie und die Chūō-Hauptlinie.
Neben der Ōme-kaidō führte auch die Kōshū-kaidō, eine der fünf alten Hauptstraßen, die Edo mit den Provinzen verbanden, durch Yodobashi. (Die vormoderne „Neue Poststation Naitō“, Naitō-Shinjuku, nahe der Abzweigung der beiden Straßen war namensgebend für das heutige Shinjuku.) Während der Modernisierung in der Meiji-Zeit blieben beide wichtige Durchgangsstraßen zunächst für Kutschen, teilweise auch für Straßenbahnen und später für Automobile. Sie entsprechen in diesem Bereich der heutigen Nationalstraße 20 (Kōshū-kaidō) und der Präfekturstraße 4 (Ōme-kaidō).
Bahnstrecken in Yodobashi:
- Eisenbahnministerium: Chūō-Hauptlinie, Yamanote-Linie am Bahnhof Shinjuku
- Odakyū Odawara-Linie am Bahnhof Shinjuku
- Keiō-Linie am „Bahnhof am Bahnhof Shinjuku der Ministeriumslinien“ (省線新宿駅前駅, shōsen-Shinjuku-eki-mae-eki) und am Bahnhof Shimmachi
- Seibu Tetsudō (Straßenbahn): Suginami-Linie auf der Ōme-kaidō
- Tōkyō-to Densha (Straßenbahn): Tsunohazu- und Shinjuku-Linien an den Bahnhöfen Tsunohazu und Shinjuku

## Bildung
In Yodobashi befanden sich seit 1904 das „Bibelseminar Tokio“ (Tōkyō Seisho Gakuin) der Heiligungsbewegung (in Kashiwagi, seit 1964 in Higashimurayama) sowie ab 1920 die „5. Mädchenoberschule der Präfektur Tokio“ (in Tsunohazu), die heutige „Fuji-Oberschule der Präfektur Tokio“ (Tōkyō-toritsu Fuji Kōtō-gakkō).